# Lago Nokoué

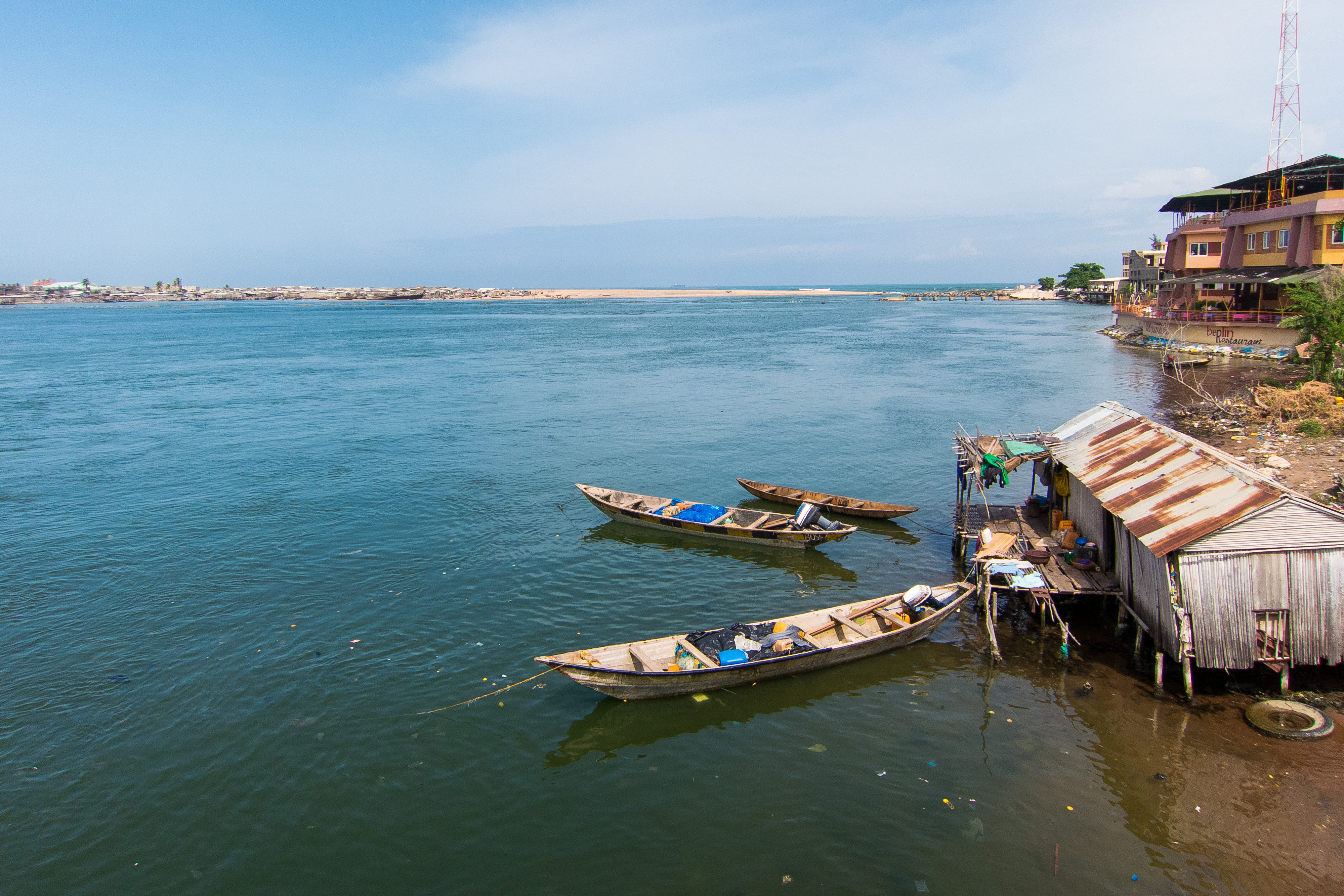
Canale tra il lago e l'Oceano

Il lago Nokoué è un lago del sud del Benin, situato a nord di Cotonou. Sulla costa settentrionale sorge la famosa città sull'acqua di Ganvié.
Il lago, collegato col complesso del Delta del Niger, è un importante sito per la riproduzione di molte specie di uccelli.

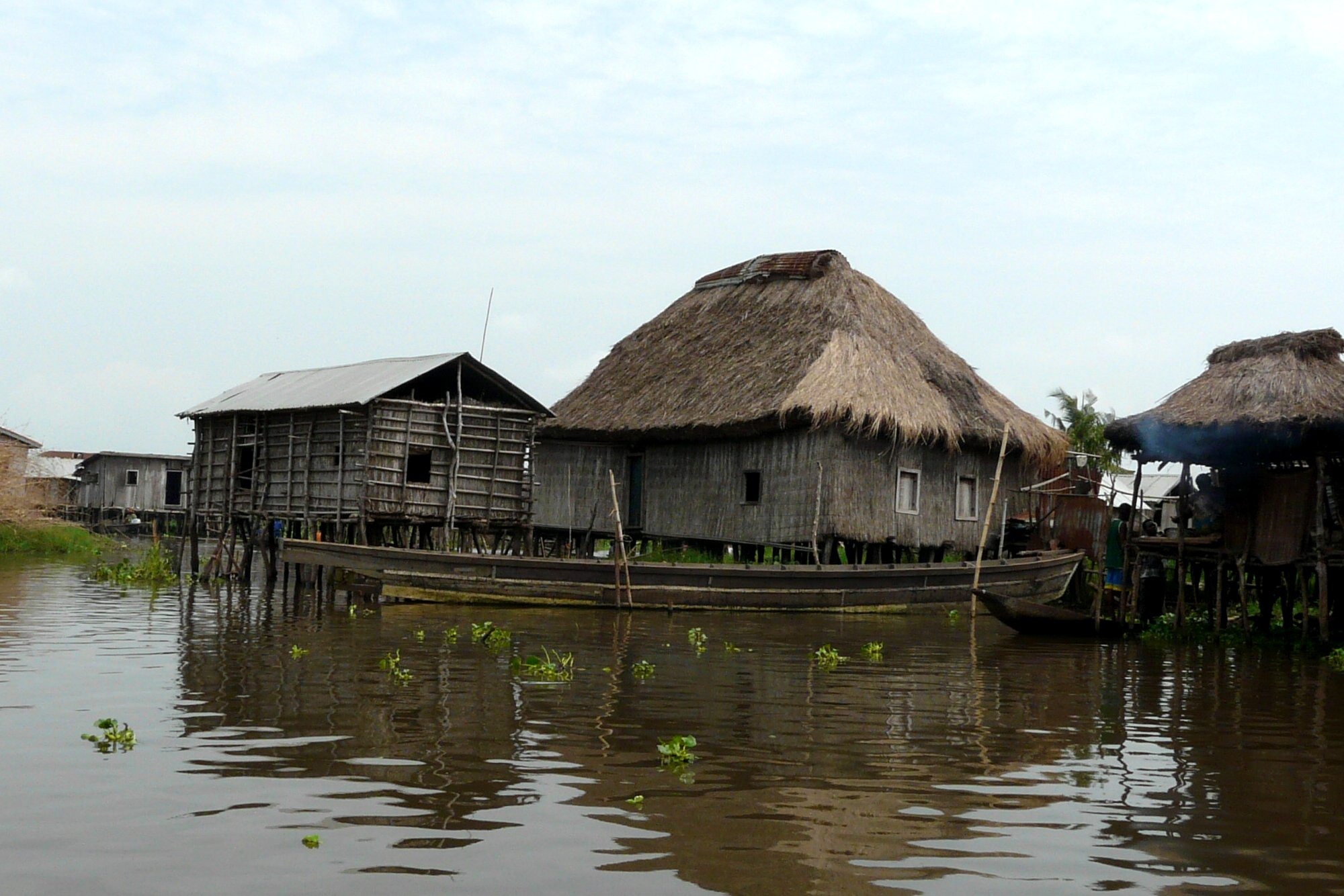
Ganvié, sul lago Nokoué